# Isaac Moillon

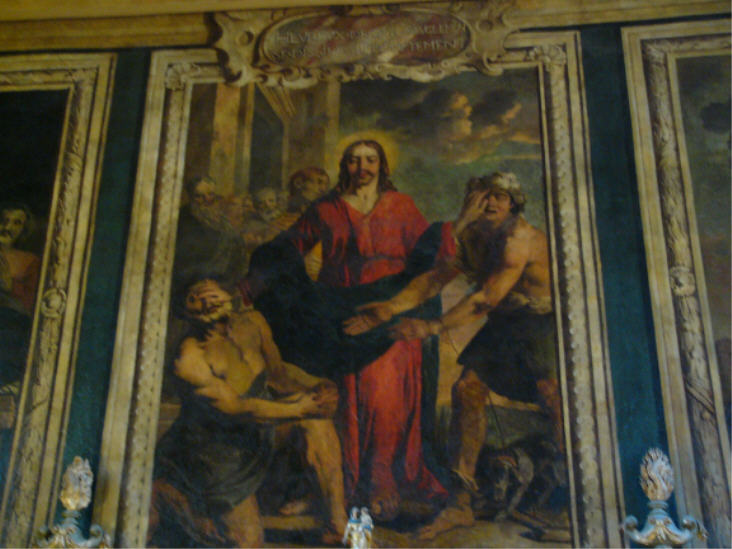
Le Christ guérissant les aveugles, Hôtel-Dieu de Beaune

Isaac Moillon, né à Paris le 8 juillet 1614 et mort le 26 mai 1673, est un peintre français.

## Biographie

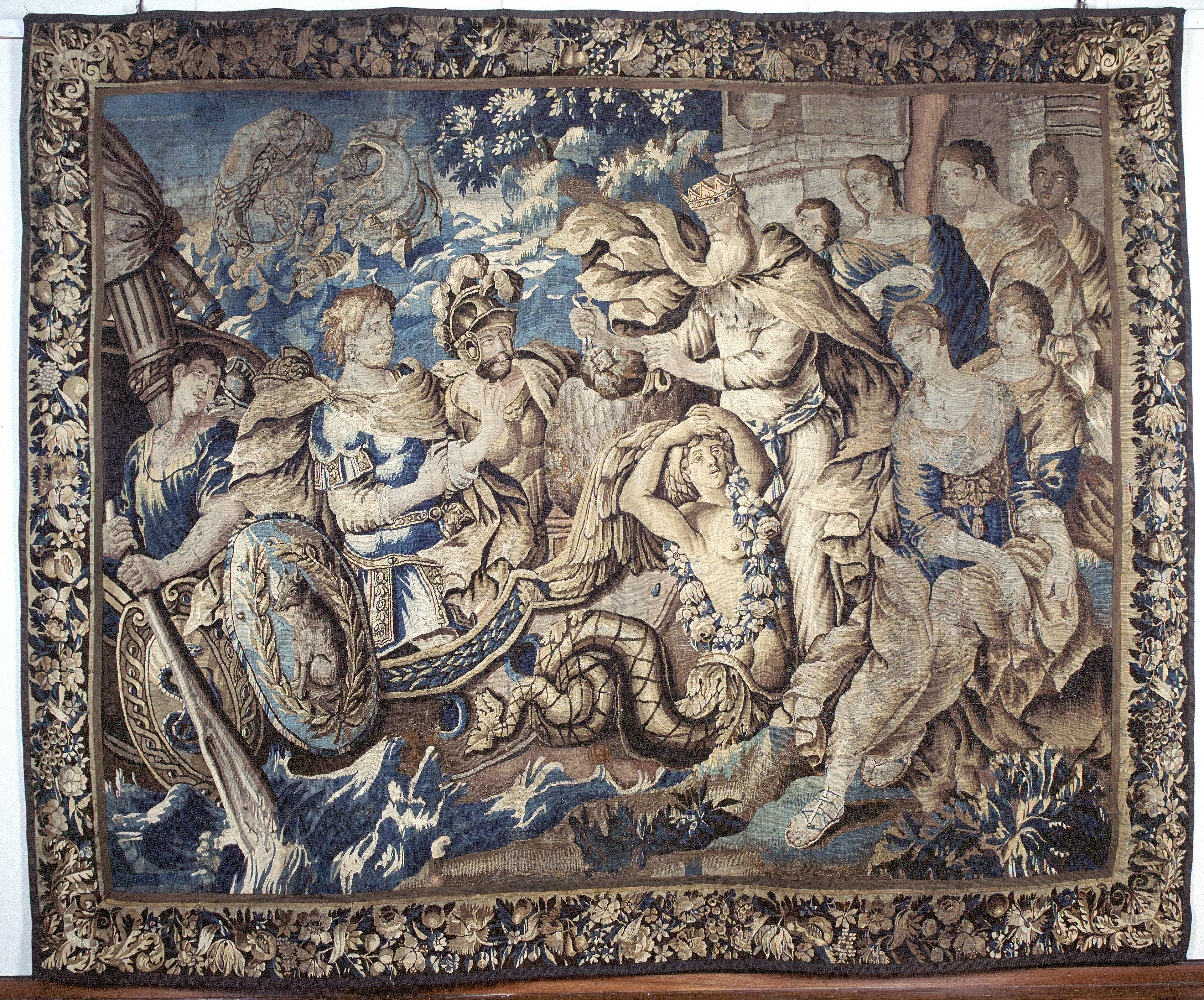
Eole remettant à Ulysse l'outre des vents (vers 1650), musée départemental de la tapisserie d'Aubusson

Isaac Moillon est le fils de Nicolas Moillon, peintre et graveur, et de Marie Gilbert. Après la mort de son père alors qu'il n'a que cinq ans et le remariage de sa mère, il devient le beau-fils du peintre de nature morte François Garnier. Isaac Moillon a baigné dès son plus jeune âge dans un milieu artistique très riche des peintres de Saint-Germain-des-Prés. Sa sœur Louise Moillon, est une célèbre artiste-peintre de natures mortes.
Vers 1638-1640, il travaille à la décoration de l'Hôtel Bautru, dont l'architecte est Louis Le Vau et le maître maçon Michel Villedo, dans l'actuelle rue Croix-des-Petits-Champs à Paris. Ce bâtiment deviendra plus tard l'hôtel Colbert. Cet hôtel a été détruit au début du XIXe siècle et remplacé par le bâtiment entourant la galerie Colbert qui abrite actuellement l'Institut national du patrimoine et l’Institut national d'histoire de l'art.  Il peint des Scènes de la vie guerrière dans la galerie et le vestibule.
Il est reçu peintre d'histoire à l'Académie royale de peinture et de sculpture le 14 avril 1663.
Peintre du roi, il réalise de nombreux cartons pour des  tapisseries qui sont tissées à Aubusson, dont une suite  sur l'histoire d'Achille, tissée à de très nombreuses reprises et dont plusieurs séries sont conservées à l'Hospice de Beaune et au château de Villemonteix, une suite sur l'histoire d'Ulysse conservé au musée d'Aubusson, une histoire de Didon et Enée en neuf pièces, enfin la tenture en sept pièces des Femmes illustres de l'Antiquité conservée au château d'Ansouis dans le Vaucluse.

## Collections publiques
- Peintures murales représentant différents miracles du Christ,  salle Saint-Hugues des Hospices de Beaune.
- Tapisseries, musée départemental de la tapisserie d'Aubusson,
- Tapisseries de la série d'Achille, Château de Villemonteix en Creuse[10].